# أسطول غواصات يو العشرين
أسطول غواصات يو العشرين ("20. "Unterseebootsflottille) اسطول تدريب ("Ausbildungsflottille ") لبحرية ألمانيا النازية كريغسمرينه خلال الحرب العالمية الثانية. 
تم تشكيل الأسطول في بالتييسك، في يونيو 1943 تحت قيادة كورفيتنكابيتان إرنست منغرزن، والمتخصص في التدريب التكتيكي (Vortaktische Ausbildung). تم حله في فبراير 1945. 